# Erick Barkley
Erick Barkley (New York, 21 febbraio 1978) è un ex cestista e allenatore di pallacanestro statunitense.

## Carriera
È stato selezionato dai Portland Trail Blazers al primo giro del Draft NBA 2000 (28ª scelta assoluta).
Con gli Stati Uniti ha disputato le Universiadi di Palma di Maiorca 1999.
È stato assistente allenatore alla Christ the King Regional High School.

## Statistiche

### College
| Anno      | Squadra             | PG | PT | MP   | TC%  | 3P%  | TL%  | RP  | AP  | PRP | SP  | PP   |
| --------- | ------------------- | -- | -- | ---- | ---- | ---- | ---- | --- | --- | --- | --- | ---- |
| 1998-1999 | St. John's R. Storm | 37 | 37 | 33,2 | 39,5 | 34,3 | 77,2 | 3,2 | 4,7 | 2,2 | 0,3 | 13,5 |
| 1999-2000 | St. John's R. Storm | 28 | 27 | 36,9 | 39,8 | 31,3 | 66,4 | 3,0 | 4,5 | 3,0 | 0,3 | 16,0 |
| Carriera  | Carriera            | 65 | 64 | 34,8 | 39,6 | 32,8 | 72,7 | 3,1 | 4,6 | 2,6 | 0,3 | 14,6 |

### NBA

#### Regular season
| Anno      | Squadra             | PG | PT | MP   | TC%  | 3P%  | TL%  | RP  | AP  | PRP | SP  | PP  |
| --------- | ------------------- | -- | -- | ---- | ---- | ---- | ---- | --- | --- | --- | --- | --- |
| 2000-2001 | Portland T. Blazers | 19 | 4  | 11,9 | 35,3 | 14,3 | 90,0 | 0,9 | 1,8 | 0,9 | 0,1 | 3,1 |
| 2001-2002 | Portland T. Blazers | 8  | 0  | 4,7  | 36,4 | 37,5 | 0,0  | 0,4 | 0,8 | 0,3 | 0,0 | 2,4 |
| Carriera  | Carriera            | 27 | 4  | 9,8  | 35,6 | 26,7 | 90,0 | 0,8 | 1,5 | 0,7 | 0,0 | 2,9 |

## Palmarès
- McDonald's All-American Game (1998)